# SoftBank 830SC
SoftBank 830SC（ソフトバンク はちさんぜろエスシー ）は韓国のサムスン電子が開発した、ソフトバンクモバイルのW-CDMA通信方式の第3世代携帯電話である。

## 特徴
SoftBank 731SCをベースモデルとした、アルマーニとサムスン電子とソフトバンクモバイル3社によるコラボモデルとなる携帯だが、機能は大幅にスペックアップされている。側面のデザインは東京の夜景をヒントとしたデザインとなっている。アルマーニとのコラボモデルであることから、一部のEmporio Armaniの店舗でも販売された。830SC発売以前から、サムスンとアルマーニは海外向けにコラボモデルを販売してきており、ソフトバンクがそこに加わる形でコラボすることにより、この端末が誕生した。

## 主な機能・サービス
| 主な対応サービス         | 主な対応サービス              | 主な対応サービス       |
| ------------------------ | ----------------------------- | ---------------------- |
| S!一斉トーク             | S!ともだち状況                | Yahoo!mocoa            |
| S!ループ                 | S!タウン                      | S!速報ニュース         |
| S!情報チャンネル         | S!FeliCa                      | PCサイトブラウザ       |
| 電子コミック             | S!アプリ                      | 着うたフル／着うた     |
| デコレメール             | S!電話帳バックアップ          | PCメール               |
| コンテンツおすすめメール | TVコール                      | 世界対応ケータイ       |
| S!GPSナビ                | デルモジ表示 （アニメビュー） | ワンセグ               |
| 3Gハイスピード           | S!おなじみ操作                | ダブルナンバー         |
| 着デコ                   | きせかえアレンジ              | ミュージックプレイヤー |
| 安心遠隔ロック           | モバイルウィジェット          |                        |